# Viercontinentenkampioenschap kunstschaatsen 2016
Het Viercontinentenkampioenschap is een jaarlijks terugkerend evenement in het kunstschaatsen dat georganiseerd wordt door de Internationale Schaatsunie (ISU) voor deelnemers uit landen buiten Europa, namelijk van de vier continenten Afrika, Amerika, Azië en Oceanië.
De editie van 2016 was het achttiende "4CK" dat werd georganiseerd. De wedstrijden vonden plaats van 18 tot en met 21 februari in Taipei, de hoofdstad van Taiwan. Het was de derde keer dat dit evenement in dit land plaatsvond, in 2011 en 2014 was Taipei ook gaststad voor deze kampioenschappen.
Medailles waren er te verdienen in de traditionele onderdelen: mannen individueel, vrouwen individueel, paarrijden en ijsdansen.
| Programma | Programma             | Programma           | Programma            | Programma          | Programma          | Programma |
| --------- | --------------------- | ------------------- | -------------------- | ------------------ | ------------------ | --------- |
|           | donderdag 18 februari | vrijdag 19 februari | zaterdag 20 februari | zondag 21 februari | zondag 21 februari |           |
| IJsdansen | korte kür             | vrije kür           |                      |                    | Gala               |           |
| Paren     | korte kür             |                     | vrije kür            |                    | Gala               |           |
| Vrouwen   | korte kür             |                     | vrije kür            |                    | Gala               |           |
| Mannen    |                       | korte kür           |                      | vrije kür          | Gala               |           |

## Deelnemende landen
Alle ISU-leden uit Afrika, Amerika, Azië en Oceanië hadden het recht om maximaal drie startplaatsen per categorie in te vullen. Deze regel is afwijkend ten opzichte van de overige ISU kampioenschappen waarbij extra startplaatsen kunnen worden verdiend door de prestaties van de deelnemers in het voorgaande jaar.
Vijftien landen schreven dit jaar deelnemers in voor dit toernooi. Zij vulden het aantal van 70 startplaatsen in. Canada en de Verenigde Staten vulden de maximale mogelijkheid van twaalf startplaatsen in. Ten opzichte van de editie van 2015 schreven Brazilië, Mexico en Oezbekistan geen deelnemers in. Noord-Korea debuteerde op het "4CK" en Thailand en Zuid-Afrika maakten een rentree.
(Tussen haakjes het aantal startplaatsen; respectievelijk: mannen, vrouwen, paren, ijsdansen)
| Canada (3-3-3-3) Verenigde Staten (3-3-3-3) China (3-3-2-3) Japan (3-3-1-2) | Zuid-Korea (3-3-0-3) Australië (2-3-0-1) Hongkong (2-1-0-0) Taiwan (1-1-0-0) | Argentinië (1-0-0-0) Filipijnen (1-0-0-0) Kazachstan (0-0-0-1) Maleisië (1-0-0-0) | Noord-Korea (0-0-1-0) Thailand (0-1-0-0) Zuid-Afrika (0-1-0-0) |

## Medailleverdeling
Bij de mannen behaalde Patrick Chan bij zijn derde deelname voor de derde keer de titel, in 2009 en 2012 won hij de eerste twee. Het was voor Canada de zevende titel in het mannenkampioenschap. Elvis Stojko (2000), Jeffrey Buttle (2002, 2004) en Kevin Reynolds (2013) wonnen de andere vier. De Chinees Jin Boyang op plaats twee behaalde zijn eerste medaille op het "4CK". Zijn landgenoot Yan Han op plaats drie behaalde ook bij zijn derde deelname zijn derde medaille, ook in 2013 en 2015 werd hij derde.
Bij de vrouwen veroverde Satoko Miyahara haar eerste titel. Het was haar derde opeenvolgende podiumplaats bij drie deelnames, in beide voorgaande jaren werd ze tweede. Voor Japan was het de tiende titel, Fumie Suguri (2001, 2003 en 2005), Yukina Ota (2004), Mao Asada (2008, 2010, 2013), Miki Ando (2011) en Kanako Murakami (2014) veroverden de eerste negen. De Amerikaanse Mirai Nagasu op plaats twee behaalde haar tweede medaille, in 2011 won ze brons. Ook de Japanse vrouw op plaats drie, Rika Hongo, veroverde haar tweede medaille, het vorige jaar werd ze ook derde.
In het kampioenschap bij de paren behaalde het paar Sui Wenjing / Han Cong hun derde titel, de eerste twee werden in 2012 en 2014 behaald. Het was de dertiende titel voor China. De drie paren Shen Xue / Zhao Hongbo (3x), Pang Qing / Tong Jian (5x) en Zhang Dan / Zhang Hao (2x) veroverden de andere titels. Het Amerikaanse koppel Alexa Scimeca / Chris Knierim op plaats twee behaalden hun tweede medaille na het brons in 2014. Het op dit titeltoernooi debuterende Chinese paar Yu Xiaoyu / Jin Yang eindigden op de derde plaats.
Bij het ijsdansen stonden net als bij de vorige zeventien edities enkel Amerikanen en Canadezen op het erepodium. Broer en zus Maia en Alex Shibutani behaalden hun eerste titel op het "4CK", het was hun derde medaille na de zilveren in 2011 en het brons in 2015. Het was de tiende titel voor de Verenigde Staten. De paren Naomi Lang / Peter Tchernyshev (2000, 2001), Tanith Belbin / Benjamin Agosto (2004, 2005, 2006), Meryl Davis / Charlie White (2009, 2011, 2013) en Madison Hubbell / Zachary Donohue (2014) veroverden de negen eerdere titels.
Op plaats twee eindigden hun landgenoten Madison Chock / Evan Bates die ook hun derde medaille wonnen, in 2013 behaalden ze brons en vorig jaar ook zilver. Het Canadese paar Kaitlyn Weaver / Andrew Poje behaalden met hun derde plaats hun vierde medaille, in 2012 wonnen ze ook brons en in 2010 en 2015 de titel.
| Onderdeel | Goud                            | Zilver                        | Brons                        |
| --------- | ------------------------------- | ----------------------------- | ---------------------------- |
| Mannen    | Patrick Chan                    | Jin Boyang                    | Yan Han                      |
| Vrouwen   | Satoko Miyahara                 | Mirai Nagasu                  | Rika Hongo                   |
| Paren     | Sui Wenjing / Han Cong          | Alexa Scimeca / Chris Knierim | Yu Xiaoyu / Jin Yang         |
| IJsdansen | Maia Shibutani / Alex Shibutani | Madison Chock / Evan Bates    | Kaitlyn Weaver / Andrew Poje |

## Uitslagen
| #      | naam (deelname)                | land                      | punten | korte kür  | vrije kür   |
| ------ | ------------------------------ | ------------------------- | ------ | ---------- | ----------- |
| Goud   | Patrick Chan (3)               | Vlag van Canada           | 290.21 | 86.22 (5)  | 203.99 (1)  |
| Zilver | Jin Boyang                     | Vlag van China            | 289.83 | 98.45 (1)  | 191.38 (2)  |
| Brons  | Yan Han (3)                    | Vlag van China            | 271.55 | 89.57 (3)  | 181.98 (3)  |
| 04     | Shoma Uno (2)                  | Vlag van Japan            | 269.81 | 92.99 (2)  | 176.82 (5)  |
| 05     | Takahito Mura (4)              | Vlag van Japan            | 268.43 | 89.08 (4)  | 179.35 (4)  |
| 06     | Keiji Tanaka                   | Vlag van Japan            | 222.70 | 74.82 (7)  | 147.88 (7)  |
| 07     | Max Aaron (2)                  | Vlag van Verenigde Staten | 220.94 | 69.48 (8)  | 151.46 (6)  |
| 08     | Grant Hochstein                | Vlag van Verenigde Staten | 216.34 | 75.79 (6)  | 140.55 (10) |
| 09     | Michael Christian Martinez (2) | Vlag van Filipijnen       | 211.59 | 69.15 (9)  | 142.44 (9)  |
| 10     | Kim Jin-seo (3)                | Vlag van Zuid-Korea       | 201.43 | 65.13 (12) | 136.30 (11) |
| 11     | Kevin Reynolds (5)             | Vlag van Canada           | 198.87 | 55.14 (20) | 143.73 (8)  |
| 12     | Song Nan (6)                   | Vlag van China            | 194.81 | 66.04 (11) | 128.77 (15) |
| 13     | Liam Firus (2)                 | Vlag van Canada           | 194.02 | 61.81 (14) | 132.21 (13) |
| 14     | Ross Miner (2)                 | Vlag van Verenigde Staten | 191.12 | 58.27 (17) | 132.85 (12) |
| 15     | Julian Zhi Jie Yee (3)         | Vlag van Maleisië         | 190.32 | 59.70 (15) | 130.62 (14) |
| 16     | Lee June-hyoung (4)            | Vlag van Zuid-Korea       | 180.92 | 67.35 (10) | 113.57 (19) |
| 17     | Denis Margalik (2)             | Vlag van Argentinië       | 177.65 | 57.51 (18) | 119.94 (16) |
| 18     | Byun Se-jong (2)               | Vlag van Zuid-Korea       | 176.15 | 58.30 (16) | 117.85 (17) |
| 19     | Brendan Kerry (6)              | Vlag van Australië        | 172.26 | 55.83 (19) | 116.43 (18) |
| 20     | Andrew Dodds (3)               | Vlag van Australië        | 161.47 | 61.88 (13) | 099.59 (21) |
| 21     | Chih-I Tsao (3)                | Vlag van Taiwan           | 159.13 | 51.83 (22) | 107.30 (20) |
| 22     | Leslie Ip                      | Vlag van Hongkong         | 152.29 | 54.81 (21) | 097.48 (22) |
| 23     | Harry Hau Yin Lee (4)          | Vlag van Hongkong         | 110.95 | 42.54 (23) | 068.41 (23) |

| #      | naam (deelname)      | land                      | punten | korte kür  | vrije kür   |
| ------ | -------------------- | ------------------------- | ------ | ---------- | ----------- |
| Goud   | Satoko Miyahara (3)  | Vlag van Japan            | 214.91 | 72.48 (1)  | 142.43 (1)  |
| Zilver | Mirai Nagasu (3)     | Vlag van Verenigde Staten | 193.86 | 66.06 (3)  | 127.80 (2)  |
| Brons  | Rika Hongo (2)       | Vlag van Japan            | 181.78 | 64.27 (4)  | 117.51 (5)  |
| 04     | Park So-youn (3)     | Vlag van Zuid-Korea       | 178.92 | 62.49 (5)  | 116.43 (7)  |
| 05     | Gracie Gold (3)      | Vlag van Verenigde Staten | 178.92 | 57.26 (9)  | 121.13 (3)  |
| 06     | Kaetlyn Osmond (2)   | Vlag van Canada           | 175.63 | 56.14 (11) | 119.49 (4)  |
| 07     | Kanako Murakami (4)  | Vlag van Japan            | 175.12 | 68.51 (2)  | 106.61 (13) |
| 08     | Choi Da-bin          | Vlag van Zuid-Korea       | 173.71 | 56.79 (10) | 116.92 (6)  |
| 09     | Kim Na-hyun          | Vlag van Zuid-Korea       | 170.70 | 58.40 (8)  | 112.30 (8)  |
| 10     | Li Zijun (4)         | Vlag van China            | 167.88 | 60.04 (6)  | 107.84 (11) |
| 11     | Alaine Chartrand (3) | Vlag van Canada           | 165.73 | 59.71 (7)  | 106.02 (14) |
| 12     | Karen Chen           | Vlag van Verenigde Staten | 161.52 | 53.55 (12) | 107.97 (10) |
| 13     | Kailani Craine (2)   | Vlag van Australië        | 157.82 | 49.02 (16) | 108.80 (9)  |
| 14     | Veronik Mallet (3)   | Vlag van Canada           | 155.98 | 51.88 (15) | 104.10 (15) |
| 15     | Amy Lin              | Vlag van Taiwan           | 155.61 | 47.88 (17) | 107.73 (12) |
| 16     | Zhao Ziquan          | Vlag van China            | 147.79 | 53.24 (13) | 094.55 (16) |
| 17     | Brooklee Han (4)     | Vlag van Australië        | 135.75 | 52.80 (14) | 082.95 (17) |
| 18     | Michaela Du Toit     | Vlag van Zuid-Afrika      | 121.12 | 45.18 (19) | 075.94 (18) |
| 19     | Zheng Lu             | Vlag van China            | 118.73 | 45.72 (18) | 073.01 (20) |
| 20     | Maisy Hiu Ching Ma   | Vlag van Hongkong         | 115.10 | 42.06 (20) | 073.04 (19) |
| 21     | Katie Pasfield       | Vlag van Australië        | 095.78 | 34.63 (22) | 061.15 (21) |
| 22     | Thita Lamsam         | Vlag van Thailand         | 089.56 | 38.91 (21) | 050.65 (22) |

| #      | naam (deelname)                                  | land                      | punten | korte kür  | vrije kür  |
| ------ | ------------------------------------------------ | ------------------------- | ------ | ---------- | ---------- |
| Goud   | Sui Wenjing (4) Han Cong (4)                     | Vlag van China            | 221.91 | 78.51 (1)  | 143.40 (1) |
| Zilver | Alexa Scimeca (3) Chris Knierim (3)              | Vlag van Verenigde Staten | 207.96 | 67.61 (3)  | 140.35 (2) |
| Brons  | Yu Xiaoyu Jin Yang                               | Vlag van China            | 187.33 | 64.99 (4)  | 122.34 (3) |
| 04     | Tarah Kayne (3) Daniel O'Shea (3)                | Vlag van Verenigde Staten | 182.02 | 59.72 (7)  | 122.30 (4) |
| 05     | Ljoebov Iljoesjetsjkina (2) Dylan Moscovitch (5) | Vlag van Canada           | 179.67 | 61.97 (5)  | 117.70 (5) |
| 06     | Marissa Castelli (3) Mervin Tran (5)             | Vlag van Canada           | 175.08 | 61.34 (6)  | 113.74 (6) |
| 07     | Ryom Tae-ok Kim Ju-sik                           | Vlag van Noord-Korea      | 157.24 | 53.83 (8)  | 103.41 (7) |
| 08     | Vanessa Grenier Maxime Deschamps                 | Vlag van Canada           | 148.82 | 50.07 (10) | 098.75 (8) |
| 09     | Sumire Suto Francis Boudreau Audet               | Vlag van Japan            | 145.33 | 52.70 (9)  | 092.63 (9) |
| 0-     | Meagan Duhamel (7) Eric Radford (5)              | Vlag van Canada           |        | 71.90 (2)  | t.z.t.     |

| #      | naam (deelname)                             | land                      | punten | korte kür  | vrije kür   |
| ------ | ------------------------------------------- | ------------------------- | ------ | ---------- | ----------- |
| Goud   | Maia Shibutani (5) Alex Shibutani (5)       | Vlag van Verenigde Staten | 181.62 | 72.86 (1)  | 108.76 (1)  |
| Zilver | Madison Chock (5) Evan Bates (4)            | Vlag van Verenigde Staten | 174.64 | 67.05 (4)  | 107.59 (2)  |
| Brons  | Kaitlyn Weaver (7) Andrew Poje (7)          | Vlag van Canada           | 173.85 | 72.42 (2)  | 101.43 (4)  |
| 04     | Madison Hubbell (4) Zachary Donohue (3)     | Vlag van Verenigde Staten | 172.29 | 69.36 (3)  | 102.93 (3)  |
| 05     | Piper Gilles (4) Paul Poirier (6)           | Vlag van Canada           | 162.19 | 63.92 (5)  | 098.27 (5)  |
| 06     | Élisabeth Paradis François-Xavier Ouellette | Vlag van Canada           | 146.94 | 60.15 (6)  | 086.79 (7)  |
| 07     | Kana Muramoto Chris Reed (4)                | Vlag van Japan            | 145.83 | 57.13 (7)  | 088.70 (6)  |
| 08     | Yura Min (2) Alexander Gamelin              | Vlag van Zuid-Korea       | 138.42 | 55.23 (9)  | 083.19 (8)  |
| 09     | Wang Shiyue 3) Liu Xinyu (3)                | Vlag van China            | 135.57 | 56.49 (8)  | 079.08 (10) |
| 10     | Lee Ho-jung Richard Kang-in Kam             | Vlag van Zuid-Korea       | 128.27 | 47.46 (11) | 080.81 (9)  |
| 11     | Rebeka Kim (2) Kirill Minov (2)             | Vlag van Zuid-Korea       | 122.69 | 44.69 (13) | 078.99 (11) |
| 12     | Emi Hirai (4) Marien dela Asuncion (4)      | Vlag van Japan            | 117.06 | 47.09 (12) | 069.97 (13) |
| 13     | Zhang Yiyi (3) Wu Nan (3)                   | Vlag van China            | 114.84 | 42.01 (14) | 072.83 (12) |
| 14     | Anastasia Khromova Daryn Zhunussov (3)      | Vlag van Kazachstan       | 110.71 | 48.19 (10) | 065.52 (15) |
| 15     | Li Xibei Xiang Guangyao                     | Vlag van China            | 103.75 | 39.64 (15) | 064.11 (14) |
| 16     | Matilda Friend William Badaoui              | Vlag van Australië        | 085.70 | 33.00 (16) | 052.70 (16) |

1999 · 
2000 · 
2001 · 
2002 · 
2003 · 
2004 · 
2005 · 
2006 ·
2007 ·
2008 ·
2009 ·
2010 ·
2011 ·
2012 ·
2013 ·
2014 ·
2015 ·
2016 ·
2017 ·
2018 ·
2019 ·
2020 ·
2021 ·
2022
EK kunstschaatsen ·
WK kunstschaatsen ·
WK kunstschaatsen junioren ·
Olympische Spelen